# Církevní oblast Piemonte – Val d'Aosta
Církevní oblast Piemonte – Val d'Aosta (italsky Regione ecclesiastica Piemonte – Val d'Aosta) je jedna z 16 církevních oblastí, do nichž je rozdělena římskokatolická církev v Itálii. Její hranice se z valné části kryjí s hranicemi italského regionu Piemont a italského autonomního regionu Údolí Aosty. 

## Rozdělení

Mapa církevní oblasti

Církevní oblast Piemonte – Val d'Aosta tvoří dvě metropole a jejich patnáct sufragánních diecézí:
- Arcidiecéze turínská
  - Diecéze Acqui
  - Diecéze Alba
  - Diecéze Aosta
  - Diecéze Asti
  - Diecéze Cuneo
  - Diecéze Fossano
  - Diecéze Ivrea
  - Diecéze Mondovì
  - Diecéze Pinerolo
  - Diecéze Saluzzo
  - Diecéze Susa
- Arcidiecéze Vercelli
  - Diecéze Alessandria
  - Diecéze Biella
  - Diecéze Casale Monferrato
  - Diecéze Novara

## Statistiky
- plocha: 29 544 km²
- počet obyvatel: 4 592 376
- počet farností: 2 249

## Biskupská konference oblasti Piemonte – Val d'Aosta
- Předseda: Cesare Nosiglia, arcibiskup turinský
- Místopředseda: Marco Arnolfo, arcibiskup vercellský
- Sekretář: Franco Lovignana, biskup v Aostě